# Ashley Clifford
Ashley Clifford (* 1. August 1987 in Clermont) ist eine ehemalige Triathletin aus den Vereinigten Staaten. Sie wird in der Bestenliste US-amerikanischer Triathletinnen auf der Ironman-Distanz geführt.

## Werdegang
Ashley Clifford startete 2007 bei ihrem ersten Triathlon und seit 2011 war sie als Profi aktiv.
Von 2005 bis 2010 besuchte sie die Indiana University-Purdue University Indianapolis.
2013 qualifizierte sie sich für einen Startplatz beim Ironman Hawaii, wo sie den 23. Rang belegte.
Im November 2013 erzielte sie in Florida mit 8:49:03 Stunden die viertschnellste je von einer US-Amerikanerin auf der Ironman-Distanz erzielte Zeit.
Seit 2015 tritt Ashley Clifford nicht mehr international in Erscheinung. Sie lebt in Orlando.

## Sportliche Erfolge
| Datum/Jahr    | Rang | Wettbewerb               | Austragungsort | Zeit     | Bemerkung                                   |
| ------------- | ---- | ------------------------ | -------------- | -------- | ------------------------------------------- |
| 17. Mai 2015  | 1    | Ironman 70.3 Chattanooga | Chattanooga    | 04:20:34 | Siegerin bei der Erstaustragung             |
| 10. Aug. 2014 | 2    | Steelhead Ironman 70.3   | Benton Harbor  |          |                                             |
| 12. Juli 2014 | 1    | Ironman 70.3 Muncie      | Muncie         | 04:16:21 |                                             |
| 5. Juni 2007  |      | Ironman 70.3 Florida     | Orlando        | 05:50    | erster Start auf der halben Ironman-Distanz |

| Datum/Jahr    | Rang | Wettbewerb            | Austragungsort | Zeit     | Bemerkung                                             |
| ------------- | ---- | --------------------- | -------------- | -------- | ----------------------------------------------------- |
| 1. Nov. 2014  | 3    | Ironman Florida       | Panama City    | 08:36:55 | Das Rennen wurde ohne die Schwimmdistanz ausgetragen. |
| 7. Sep. 2014  | 3    | Ironman Wisconsin     | Madison        | 09:45:10 | als beste US-Amerikanerin                             |
| 2. Nov. 2013  | 2    | Ironman Florida       | Panama City    | 08:49:03 | persönliche Bestzeit auf der Ironman-Distanz          |
| 12. Okt. 2013 | 23   | Ironman Hawaii        | Hawaii         | 09:49:49 |                                                       |
| 23. Juni 2013 | 4    | Ironman Coeur d’Alene | Idaho          | 09:37:34 |                                                       |
| 3. Nov. 2012  | 3    | Ironman Florida       | Panama City    | 09:07:34 |                                                       |
| 29. Aug. 2010 |      | Ironman Louisville    | Louisville     | 11:45    | erster Start auf der Ironman-Distanz                  |

(DNF – Did Not Finish)